# اییچی اومورا
اییچی اومورا (انگلیسی: Eiichi Uemura؛ زادهٔ ۱ دسامبر ۱۹۷۵) بازیکن فوتبال اهل ژاپن است.